# Piccole donne (film 2019)
Piccole donne (Little Women) è un film del 2019 scritto e diretto da Greta Gerwig.
Il film è il settimo adattamento cinematografico dell'omonimo romanzo di Louisa May Alcott. Fanno parte del cast Saoirse Ronan, Emma Watson, Florence Pugh, Eliza Scanlen, Laura Dern, Timothée Chalamet, Meryl Streep, Tracy Letts, Bob Odenkirk, James Norton, Louis Garrel e Chris Cooper.

## Trama
New York, 1868. Josephine “Jo” March è una giovane insegnante che vive in una pensione e tenta di farsi strada come scrittrice, riuscendo tuttavia solamente a pubblicare brevi racconti presso un editore locale, il signor Dashwood. Jo ha molto talento, ma le sue opere hanno scarso successo a causa del suo essere donna, motivo per cui Jo, pur di guadagnare qualcosa, si è oramai rassegnata a scrivere solo ciò che la gente vuole leggere; un coinquilino di Jo, il professor Friedrich Bhaer, tenta di farle capire che, per quanto talentuosa, non sarà mai una vera scrittrice finché non imparerà a scrivere con il cuore, ma Jo fraintende la critica e inizia a perdere fiducia in se stessa. Quello stesso giorno, Jo riceve un telegramma dalla sorella Meg che la prega di tornare a casa perché le condizioni di Beth, la loro sorella, si sono aggravate. Mentre torna a casa, Jo ricorda la propria vita prima di trasferirsi a New York.
Concord, Massachusetts, 1861. Jo, Meg, Beth ed Amy March sono quattro sorelle adolescenti molto diverse tra loro. Meg, la maggiore, è la più assennata, socievole e amante della recitazione; Jo è uno spirito vivace e anticonformista, dedita  con passione alla scrittura; Beth, la terzogenita, è dolce, gentile e appassionata di pianoforte; Amy, la minore, è viziata, esuberante e particolarmente votata al disegno. Le sorelle vivono assieme alla loro madre Marmee, mentre il padre è cappellano volontario nell'esercito unionista. La guerra si fa sentire molto anche sulla vita della famiglia, in perenne mancanza di denaro: ciononostante, le sorelle, spronate dalla madre, fanno ciò che possono per aiutare i poveri della comunità. Per aiutare la famiglia, Jo lavora come dama di compagnia per la scorbutica e benestante zia March, che mal sopporta i modi da maschiaccio della nipote e la esorta perennemente a trovarsi un buon partito.
Un giorno, le sorelle stringono amicizia con il giovane Theodore Laurence, detto Laurie, nipote del loro anziano e ricchissimo vicino di casa. Laurie si avvicina in particolare a Jo (che lo chiama affettuosamente "Teddy") e anche il signor Laurence finisce per affezionarsi alla famiglia March; Meg, da parte sua, si innamora, ricambiata, di John Brooke, precettore di Laurie. Una sera, Meg e Jo sono invitate a teatro da Laurie e John; Amy indispettita per essere esclusa dalla serata, brucia per ripicca la bozza di un romanzo a cui Jo sta lavorando. Il giorno dopo, una Amy pentita tenta di scusarsi con Jo,  e inseguendola coi pattini cade nel fiume ghiacciato, rischiando la vita. Jo e Laurie riescono a salvarla e Jo, realizzando di aver rischiato di perdere la sorella, si rende conto dell'affetto che prova per lei e la perdona.
All'arrivo dell'inverno, Marmee è costretta a partire per stare accanto al marito, rimasto ferito in guerra; Jo, in un gesto di grande altruismo e maturità, vende i propri lunghi capelli per far avere alla madre i soldi per il viaggio. Nel frattempo, Beth contrae la scarlattina ed Amy, unica tra le sorelle a non aver mai avuto la malattia, viene ospitata da zia March per evitare il contagio. Beth guarisce grazie alle cure di Marmee, rientrata dietro preghiera di Jo e Meg, ma la malattia ha debilitato gravemente il fisico della ragazza. La famiglia è finalmente riunita a Natale quando il signor March, congedato a causa delle ferite, viene rimandato a casa.
In primavera, Meg e John si sposano con grande gioia della famiglia tranne che della zia March, che non vede di buon occhio il matrimonio della nipote con un insegnante squattrinato. (Meg in effetti dovrà dopo il matrimonio ridimensionare i suoi desideri di eleganza e mondanità, ma supererà i rimpianti iniziali). La zia March annuncia quindi la propria intenzione di partire per l'Europa e propone ad Amy di accompagnarla, offerta che la ragazza accetta con gioia. Nel frattempo, Laurie, da sempre innamorato di Jo, si dichiara, ma lei lo respinge: non sente infatti di essere tagliata per il matrimonio e non ricambia i sentimenti dell'amico. Laurie, affranto, non può far altro che accettare il rifiuto. Dopo quel giorno, le sorelle prendono ognuna la propria strada: Meg va a vivere con John, Amy parte con la zia March e Jo si trasferisce a New York per tentare la carriera di scrittrice. 
Di nuovo nel 1868, Jo riabbraccia Meg, Beth e Marmee e inizia a considerare la propria vita fino a quel momento, realizzando le difficoltà del farsi strada da sola e pentendosi di aver respinto Laurie. Quest'ultimo, a Parigi, rivede casualmente Amy, dedita alla pittura e in procinto di sposarsi con un loro amico, Fred. Amy gli rivela di essersi resa conto di non avere abbastanza talento artistico per diventare una vera pittrice professionista e intende sposare il benestante Fred per assicurare un futuro a se stessa e alla propria famiglia. Laurie si scopre attratto da Amy, ma la ragazza inizialmente lo respinge, rivelandogli di essere da sempre innamorata di lui ma di non voler essere la sua seconda scelta; ben presto però i due si riavvicinano e subito convolano a nozze.
Beth, in seguito ad un peggioramento delle sue condizioni di salute, muore, gettando la famiglia nel dolore. 
Amy e Laurie rientrano dalla Francia a esequie avvenute e Jo rimane sconvolta dalla scoperta che i due sono ora sposati. Lei e Laurie convengono che la loro unione non avrebbe mai davvero funzionato.  
Ormai convinta di essere destinata alla solitudine Jo ha una sorpresa quando a casa si presenta Friedrich, venuto a salutarla prima di partire per la California, dove ha ottenuto una cattedra di professore. Friedrich è in realtà innamorato di lei e Jo, spronata da Meg e Amy, decide di lasciarsi andare ai suoi sentimenti e lo raggiunge alla stazione appena prima della sua partenza. Era quello che Friedrich aspettava per dichiararsi a lei.
Tempo dopo, Jo e Friedrich si sono sposati e si sono trasferiti nella villa di zia March, nel frattempo deceduta. L'anziana signora, che in realtà apprezzava lo spirito indipendente della nipote, gliel'ha infatti lasciata in eredità e Jo, con l'aiuto del marito e delle sorelle, l'ha trasformata in una scuola innovativa e mista per bambine e bambini. Accanto all'insegnare Jo continua a coltivare il sogno di essere una scrittrice. Ispirata dalle vicende della sua famiglia, Jo scrive un romanzo e lo intitola "Piccole Donne", usando il soprannome coniato affettuosamente dal padre per lei e le sue sorelle; Dashwood, scettico, inizialmente rifiuta di pubblicarlo, ma si ricrede quando le sue giovani figlie, che hanno letto per caso il manoscritto, si dimostrano entusiaste. Il film si chiude con Jo che stringe al petto copia del libro, felice di essere riuscita a realizzare i suoi sogni.

## Produzione

### Sviluppo
Nell'ottobre del 2013 la Sony ha annunciato di essere al lavoro su un nuovo adattamento cinematografico di Piccole donne, a diciannove anni da quello precedente: Olivia Milch avrebbe scritto la sceneggiatura, per la produzione di Robin Swicord e Denise Di Novi. Nel marzo del 2015, la produttrice Amy Pascal si è aggiunta allo sviluppo, mentre Sarah Polley è entrata in trattative, poi non concretizzatesi, per riscrivere il film e potenzialmente dirigerlo. Nell'agosto del 2016, Greta Gerwig è stata scelta per riscrivere la sceneggiatura. Nel giugno del 2018, alla luce del successo del suo film Lady Bird, è stata ufficializzata anche come regista.
La New Regency Pictures di Arnon Milchan e la Columbia Pictures hanno co-finanziato il film. Il film ha avuto un budget di circa 40 milioni di dollari statunitensi.

#### Casting
Lo stesso mese, Meryl Streep, Emma Watson, Saoirse Ronan, Timothée Chalamet e Florence Pugh sono entrati nel cast del film. Nel luglio dello stesso anno, Eliza Scanlen si è aggiunta al cast principale nel ruolo di Beth March. Ad agosto, James Norton e Laura Dern si sono aggiunti al cast. Lo stesso mese, Stone ha abbandonato il progetto a causa della sovrapposizione delle riprese con il tour promozionale de La favorita, venendo sostituita da Emma Watson. A settembre, Louis Garrel, Bob Odenkirk e Chris Cooper sono entrati nel cast. Ad ottobre, Abby Quinn si è aggiunta al cast.

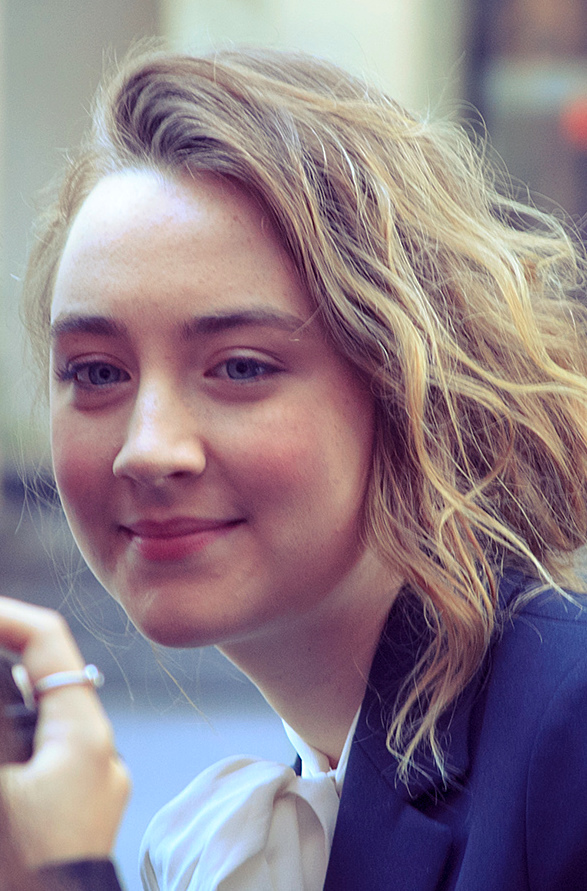
Saoirse Ronan
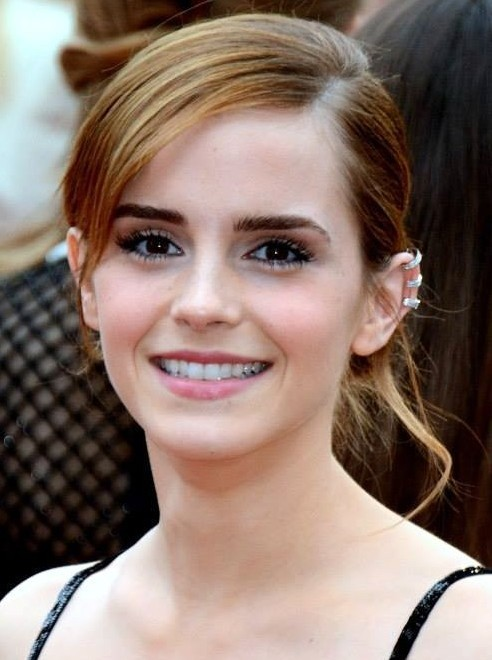
Emma Watson
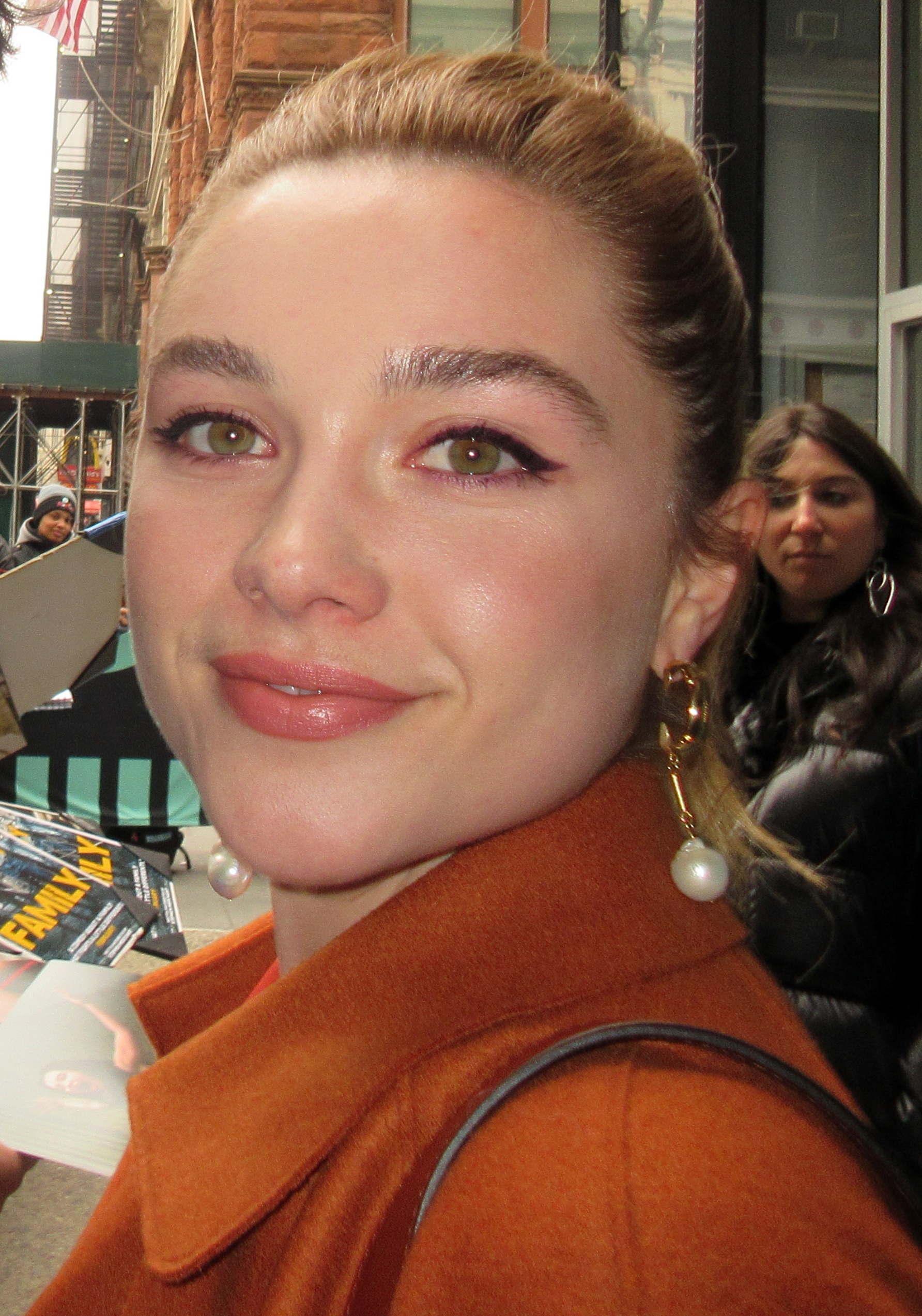
Florence Pugh
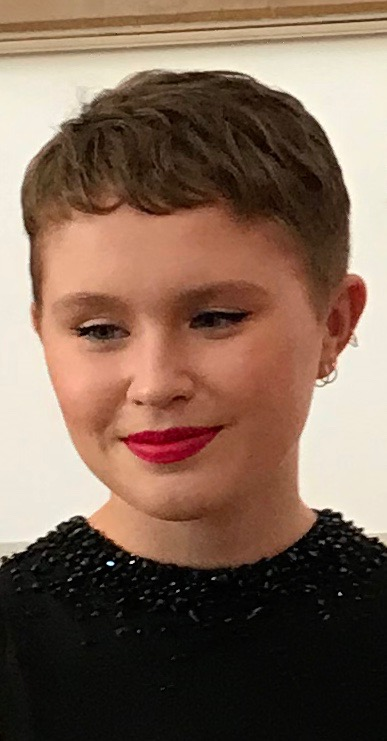
Eliza Scanlen

### Riprese
Le riprese sono cominciate il 5 ottobre 2018 a Boston, tenendosi anche in altre località del Massachusetts come Lancaster, Harvard e Concord. L'Arnold Arboretum di Harvard è stato utilizzato come location per una scena ambientata in un parco parigino. Le riprese si sono concluse il 15 dicembre 2018.
Così come accaduto con Lady Bird, la Gerwig ha proibito la presenza di telefoni cellulari sul set durante le riprese da parte degli attori e della troupe.

### Colonna sonora
Alexandre Desplat ha composto la colonna sonora del film.

## Promozione
Il primo trailer è stato diffuso online il 25 agosto 2019.

## Distribuzione
L'anteprima del film si è tenuta al Museum of Modern Art di New York il 7 dicembre 2019. Il film è stato distribuito nelle sale cinematografiche statunitensi da Sony Pictures Releasing a partire dal 25 dicembre dello stesso anno. È stato distribuito in quelle italiane da Warner Bros. Italia a partire dal 9 gennaio 2020.

## Accoglienza

### Incassi
Little Women ha incassato 108101214 $ di dollari in Nord America e 101000000 $ nel resto del mondo, per un incasso complessivo di 209101214 $, a fronte di un budget di produzione di circa $40 milioni.

### Critica
Il film è stato accolto positivamente dalla critica. Sull'aggregatore di recensioni Rotten Tomatoes detiene il 95% delle recensioni professionali positive, con una media di voto di 8,5 su 10, basato su 391 critiche, mentre su Metacritic ha un punteggio di 91 su 100 basato su 57 recensioni, indicando «plauso universale».
La regia della Gerwig è stata ritenuta notevole per numerosi motivi. Kate Erbland di Indiewire l'ha elogiata per il modo in cui «ha modernizzato la storia del libro in modi inaspettati», mantenendo allo stesso tempo un «affetto per l'originale e rimanendo profondamente consapevole di come le preoccupazioni della Alcott e delle sorelle March non si sono mai completamente attenuate, nonostante il tempo trascorso». Brian Truitt di USA Today ha considerato la sceneggiatura «un fantastico seguito a Lady Bird che rende i tempi e il linguaggio della Alcott estremamente moderni e autenticamente nostalgici».
Il cast è stato elogiato collettivamente per la sua recitazione, tanto che un critico ha definito il loro lavoro "stellare su tutti i livelli". Sebbene ci fossero alcune preoccupazioni dei critici sugli errori nei casting dei personaggi, l'accoglienza generale da parte della critica per l'ensemble di attori è stata positiva. Mentre le interpretazioni di Watson, Dern e Streep sono state lodate per aver portato profondità ed empatia, nonché calore e sensibilità ai loro ruoli, Ronan, Pugh e Chalamet sono stati quelli ad aver guadagnato il più grande elogio dalla critica specializzata. Le interpretazioni di Ronan e Pugh nelle scene in cui sono comparse insieme sono state descritte come «straordinarie, capaci di ritrarre la crescita dei loro personaggi nel tempo ma anche la dinamica combustibile tra Jo e Amy». Chalamet è stato notato per la sua recitazione «seria e spavalda» nei panni di Laurie. Ronan e Chalamet hanno ricevuto un grande consenso anche per la loro «grande chimica romantica».
Nonostante il film abbia ottenuto sei candidature ai Premi Oscar, la Gerwig non ne ha ricevuto una come miglior regista, venendo considerato uno snub insieme ad altri film firmati da donne. Allison Pearson del The Daily Telegraph ha ritenuto l'incapacità di candidare la Gerwig «un nuovo standard di idiozia», scrivendo che «sminuisce l'esperienza delle donne». Per il Los Angeles Times, gli psicologi sociali Devon Proudfoot e Aaron Kay hanno attribuito la sua esclusione dalla cinquina di registi ad una «tendenza psicologica generale di considerare inconsapevolmente il lavoro delle donne meno creativo di quello degli uomini».
L'American Film Institute e il Time hanno incluso la pellicola nelle loro top ten dei film migliori del 2019.

## Riconoscimenti
- 2020 - Premi Oscar[45]
  - Migliori costumi per Jacqueline Durran
  - Candidatura per il miglior film
  - Candidatura per la miglior attrice protagonista per Saoirse Ronan
  - Candidatura per la miglior attrice non protagonista per Florence Pugh
  - Candidatura per la miglior sceneggiatura non originale per Greta Gerwig
  - Candidatura per la miglior colonna sonora per Alexandre Desplat
- 2020 - Golden Globe[46]
  - Candidatura per la miglior attrice in un film drammatico a Saoirse Ronan
  - Candidatura per la miglior colonna sonora originale in un film a Alexandre Desplat
- 2020 - Premi BAFTA[47]
  - Migliori costumi a Jacqueline Durran
  - Candidatura per la migliore attrice protagonista a Saoirse Ronan
  - Candidatura per la migliore attrice non protagonista a Florence Pugh
  - Candidatura per la migliore sceneggiatura non originale a Greta Gerwig
  - Candidatura per la migliore colonna sonora a Alexandre Desplat
- 2019 - Boston Society of Film Critics Awards
  - Miglior film
  - Migliore attrice a Saoirse Ronan
  - Miglior colonna sonora ad Alexandre Desplat
  - Miglior cast
- 2019 - Chicago Film Critics Association Awards[48][49]
  - Miglior attrice non protagonista a Florence Pugh
  - Migliori costumi
  - Miglior colonna sonora originale a Alexandre Desplat
  - Miglior sceneggiatura originale a Greta Gerwig
  - Candidatura per il miglior film
  - Candidatura per il miglior regista a Greta Gerwig
  - Candidatura per il miglior montaggio
  - Candidatura per la miglior scenografia
- 2019 - New York Film Critics Circle Awards[50]
  - Miglior attrice non protagonista a Laura Dern
- 2019 - San Diego Film Critics Society Awards[51][52]
  - Miglior artista emergente a Florence Pugh
  - Candidatura per la miglior attrice a Saoirse Ronan
  - Candidatura per la miglior attrice non protagonista a Florence Pugh
  - Candidatura per i migliori costumi a Jacqueline Durran
  - Candidatura per la miglior scenografia a Jess Gonchor
  - Candidatura per la miglior sceneggiatura non originale a Greta Gerwig
- 2020 - Critics' Choice Awards[53][54]
  - Miglior sceneggiatura non originale a Greta Gerwig
  - Candidatura per il miglior film
  - Candidatura per la miglior attrice a Saoirse Ronan
  - Candidatura per la miglior attrice non protagonista a Florence Pugh
  - Candidatura per il miglior cast corale
  - Candidatura per il miglior regista a Greta Gerwig
  - Candidatura per la miglior scenografia a Jess Gonchor e Claire Kaufman
  - Candidatura per i migliori costumi a Jaqueline Durran
  - Candidatura per la miglior colonna sonora a Alexandre Desplat